# Hada meraca
Hada meraca är en fjärilsart som beskrevs av Rudolf Püngeler 1906. Hada meraca ingår i släktet Hada och familjen nattflyn. Inga underarter finns listade i Catalogue of Life.